# Aššurnasirpal I.
Aššurnasirpal I. (Aššur-nâṣir-apli – dosl. Aššur, ochránce následníka) byl král Asýrie mezi roky 1050–1031 př. n. l. Nastoupil na trůn po smrti svého otce Šamší-Adada IV. Z doby jeho vlády se dochovaly dva záznamy.
Vládl v pro Asýrii těžkém období, poznačeném suchem, neúrodou a následným hladomorem. Navíc na hranicích říše probíhaly neustálé bitky s útočícími kočovnými Aramejci. Aššurnasirpal na začátku své vlády trpěl závažným onemocněním. Ve své modlitbě k bohyni Ištar se ptá proč je trestán chabým zdravím, i když nechal znovu vybudovat bohům jejich zničené chrámy. Jako rozřešení přijal za úkol postavit v Ninive svatyni s vysvěceným lůžkem, sloužící k oslavě uzavření posvátného manželského svazku. Podle druhého zachovalého záznamu byl zbytek jeho vlády pokojným.
Vládl 19 let.